# Judith Hart
Judith Hart, född 1924, död 1991, var en brittisk politiker (labour). Hon var socialförsäkringsminister 1967-1969. 